# Microrregión de Passos
La microrregión de Passos es una de las microrregiones del estado brasileño de Minas Gerais perteneciente a la mesorregión sur y Sudoeste de Minas. Su población fue estimada en 2006 por el IBGE en 228.509 habitantes y está dividida en catorce municipios. Posee un área total de 7.107,452 km².

## Municipios
- Alpinópolis
- Bom Jesus da Penha
- Capetinga
- Capitólio
- Cássia
- Claraval
- Delfinópolis
- Fortaleza de Minas
- Ibiraci
- Itaú de Minas
- Passos
- Pratápolis
- São João Batista do Glória
- São José da Barra

- Datos: Q580772